# Godinho Fafes de Lanhoso
Godinho Fafes de Lanhoso "o Velho" Foi o 5ª Senhor de Lanhoso. 

## Relações familiares
Foi filho de Fáfila Lucides e de Dórdia Viegas, senhora da Quinta de Sequeiros, filha de Egas Viegas de Penagate e de Sancha Mendes de Briteiros. Casou com Ouroana Mendes de Riba Douro, também conhecida por Gontinha Mendes de Riba Douro, filha de Mem Moniz de Riba Douro e de Gontinha Mendes, de quem teve:
1. Fáfila Godins (c. 1190 -?) casou com Sancha Geraldes Cabrão.
2. Gontinha Godins casou com Paio Soares Correia.
3. Usco Godins de Lanhoso casou com Fernão Peres de Guimarães.
4. Guiomar Godins.
5. Mem Godins